# Бартон, Альберто
Альберто Бартон (полное имя Альберто Леонардо Бартон Томпсон исп. Alberto Leonardo Barton Thompson; 12 августа 1870 или 18 июля 1870, Буэнос-Айрес, Аргентина — 25 октября 1950, Лима, Перу) — перуанский микробиолог, известный открытием возбудителя системного бартонеллёза. В его честь был назван род бактерий «Bartonella», которые вызывают бартонеллёзы.

## Биография
Происходил из многодетной семьи, был третьим из девяти братьев. Его родителями были уругваец Ральф Джон Бартон Уайльд и аргентинка Анастасия Франциска Августа Томпсон Роу, оба английского происхождения. Его семья обосновалась в Аргентине, где он и родился, но по политическим причинам эмигрировала в Перу в 1876 году. Того же года отец основал компанию «La Pureza», фабрику из безалкогольных напитков, которая в дальнейшем стала первым в Южной Америке производителем по лицензии Coca-Cola.
Альберто Бартон начал обучение в Школе Богоматери в Олимпии, но из-за болезни глаз вынужден был на три года уехать к дяде в Англию. После возвращения он окончил среднюю школу. В 1894 году, после неудачного участия в семейном бизнесе, поступил в Школу Сан-Фернандо университета Сан-Маркос, чтобы изучать медицину. Окончил ее в 1900 году, написав успешную диссертационную работу о болезнь Карриона. Вместе с 17-ю другими студентами получил поощрительную название «продвижение века». Будучи выдающимся студентом из блестящей диссертацией, он был направлен конгрессом Перу, который назначил ему стипендию на два года, учиться бактериологии и тропической медицине в Лондонскую школу гигиены и тропической медицины и в такое же заведение в Эдинбурге. После возвращения в Лиму Бартон получил должность главы лаборатории больницы Гвадалупе дель Кальяо (del Hospital Guadalupe del Callao).

### Открытие возбудителя лихорадки Оройя
Открытие состоялось в 1905 году, когда Бартона было 33 года. Иностранцы, которые приехали в Перу и отправились в городок Ла-Оройя, вернулись больными, их госпитализировали в больницу Гвадалупе дель Кальяо, где большинство из них умерли в первый период болезни Карриона на фоне анемии и лихорадки, некоторые это пережили и у них появились бородавки, как проявление поздней формы — «перуанская бородавка».
Бартон исследовал 14 пациентов и заметил, что у них при наличии анемии и лихорадки, нашел при проведении микроскопии очень маленькиъ палочковидных бактерий в их красных кровяных клетках, и, если больной начинал выздоравливать, эти палочки превращались в закругленные бактерии (коккоиды), а в тех, в которых формировались бородавки на коже, бактерии вообще исчезали из крови.
На научном заседании в 1905 году, 5 октября, на памяти жертвы Даниэля Алкидеса Карриона в Медицинском союзе Фернандина, он сообщил о своем открытии медицинском сообществе. Только в 1909 году он опубликовал свою работу в «Медицинской хронике».
В 1913 году, по случаю V Латиноамериканского медицинского конгресса, который состоялся в Лиме, известный исследователь тропических болезней Ричард Стронг из Гарвардского университета (Бостон) прибыл с выбранной группой исследователей. Работу Бартона было тщательно изучено и было определено что то, что он назвал «Х-телами» или эндоглобулярными телами, является причиной болезни Кариона, о чем Стронг сообщил Лондон, и именно там он назвал возбудителя «Bartonella bacilliformis», а саму болезнь бартонеллёзом в честь Бартона.
Бартон впервые лабораторно диагностировал бруцеллез в Южной Америке.
В 1916 году он ушел в отставку, в дальнейшем проводил частные медицинские исследования и заботился о бизнесе семьи. В течение 1941—1943 годов вернулся к государственной медицине, возглавив больницу Арзобіспо Лоайза (Arzobispo Loayza).
Бартон умер в Лиме 25 октября 1950 года, в возрасте 80 лет, в том же самом месяце, когда погиб как жертва науке Даниэль Каррион. Похоронен на городском мемориальном кладбище «Пастор Матиас Маэстро».

## Память
Он получил от властей Перу Орден Солнца Нации, а Палата сенаторов конгресса страны показала ему уважение за научный вклад жизни. Он дважды был президентом Медицинской Академии Перу, был первым доктором honoris causa Университета Сан-Маркос (1925). В его честь назван госпитальный комплекс в Лиме, который ежегодно проводит прием 22500 ургентных больных и 60 тысяч амбулаторных пациентов.

## Семья
В 1910 году он женился на Перфекте Розе Гонсалес, с которой имел двух сыновей и дочь. При рождении третьего ребенка жена умерла. В 1934 году он женился на Марии Изабель Угарризе Кордеро, с которой у него была дочь.